# Férfi 4 × 10 km-es sífutóváltó a 2014. évi téli olimpiai játékokon
A 2014. évi téli olimpiai játékokon a sífutás férfi 4 × 10 km-es váltó versenyszámát február 16-án rendezték. A verseny helyi idő szerint 14 órakor, magyar idő szerint 11 órakor kezdődött. Az aranyérmet a svéd csapat nyerte. A versenyszámban nem vett részt magyar csapat.

## Végeredmény
Az időeredmények másodpercben értendők.
| Helyezés | R  | Csapat | Idő                                           | Hátrány |
| -------- | -- | --- | --------------------------------------------- | ------- |
| Arany    | 2  | Svédország (SWE) · Lars Nelson · Daniel Richardsson · Johan Olsson · Marcus Hellner                       | 1:28:42,0 23:16,5 22:59,6 21:00,4 21:25,5     | —       |
| Ezüst    | 3  | Oroszország (RUS) · Dmitrij Japarov · Alekszandr Besszmertnih · Alekszandr Ljogkov · Makszim Vilegzsanyin | 1:29:09,3 23:43,8 23:13,6 20:33,4 21:38,5     | +27,3   |
| Bronz    | 9  | Franciaország (FRA) · Jean-Marc Gaillard · Maurice Manificat · Robin Duvillard · Ivan Perrillat Boiteux   | 1:29:13,9 23:26,1 23:13,6 20:55,4 21:38,8     | +31,9   |
| 4.       | 1  | Norvégia (NOR) · Eldar Rønning · Chris Jespersen · Martin Johnsrud Sundby · Petter Northug                | 1:29:51,7 23:42,8 23:36,1 20:56,8 21:36,0     | +1:09,7 |
| 5.       | 4  | Olaszország (ITA) · Dietmar Nöckeler · Giorgio Di Centa · Roland Clara · David Hofer                      | 1:30:04,7 23:41,5 23:16,3 21:00,4 22:06,5     | +1:22,7 |
| 6.       | 5  | Finnország (FIN) · Sami Jauhojärvi · Iivo Niskanen · Lari Lehtonen · Matti Heikkinen                      | 1:30:28,4 23:16,8 22:59,3 22:09,7 22:02,6     | +1:46,4 |
| 7.       | 6  | Svájc (SUI) · Curdin Perl · Jonas Baumann · Remo Fischer · Toni Livers                                    | 1:30:33,8 23:38,0 23:34,0 21:49,1 21:32,7     | +1:51,8 |
| 8.       | 11 | Csehország (CZE) · Aleš Razym · Lukáš Bauer · Martin Jakš · Dušan Kožíšek                                 | 1:30:36,8 23:43,5 22:49,9 21:25,2 22:38,2     | +1:54,8 |
| 9.       | 7  | Németország (GER) · Jens Filbrich · Axel Teichmann · Tobias Angerer · Hannes Dotzler                      | 1:31:18,8 23:53,3 23:18,5 21:32,9 22:34,1     | +2:36,8 |
| 10.      | 15 | Észtország (EST) · Karel Tammjärv · Algo Kärp · Aivar Rehemaa · Raido Ränkel                              | 1:32:52,6 24:17,2 23:53,3 22:13,0 22:29,1     | +4:10,6 |
| 11.      | 10 | Egyesült Államok (USA) · Andrew Newell · Erik Bjornsen · Noah Hoffman · Simi Hamilton                     | 1:33:15,1 24:34,3 23:56,8 21:37,4 23:06,6     | +4:33,1 |
| 12.      | 12 | Kanada (CAN) · Len Väljas · Ivan Babikov · Graeme Killick · Jesse Cockney                                 | 1:33:19,0 24:16,1 23:56,9 22:04,6 23:01,4     | +4:37,0 |
| 13.      | 13 | Kazahsztán (KAZ) · Denis Volotka · Sergey Cherepanov · Yevgeniy Velichko · Mark Starostin                 | 1:34:11,9 23:50,1 24:28,7 22:44,2 23:08,9     | +5:29,9 |
| 14.      | 14 | Fehéroroszország (BLR) · Michail Semenov · Alexander Lasutkin · Aliaksei Ivanou · Sergei Dolidovich       | 1:34:40,1 24:20,6 25:13,2 22:27,8 22:38,5     | +5:58,1 |
| 15.      | 16 | Lengyelország (POL) · Maciej Kreczmer · Sebastian Gazurek · Maciej Starega · Jan Antolec                  | 1:35:46,5 24:04,1 24:35,5 22:42,9 24:24,0     | +7:04,5 |
| 16.      | 8  | Japán (JPN) · Hiroyuki Miyazawa · Keishin Yoshida · Nobu Naruse · Akira Lenting                           | lekörözték 25:17,8 24:54,3 23:31,2 lekörözték |         |